# デ・ハビランド DH.60 モス

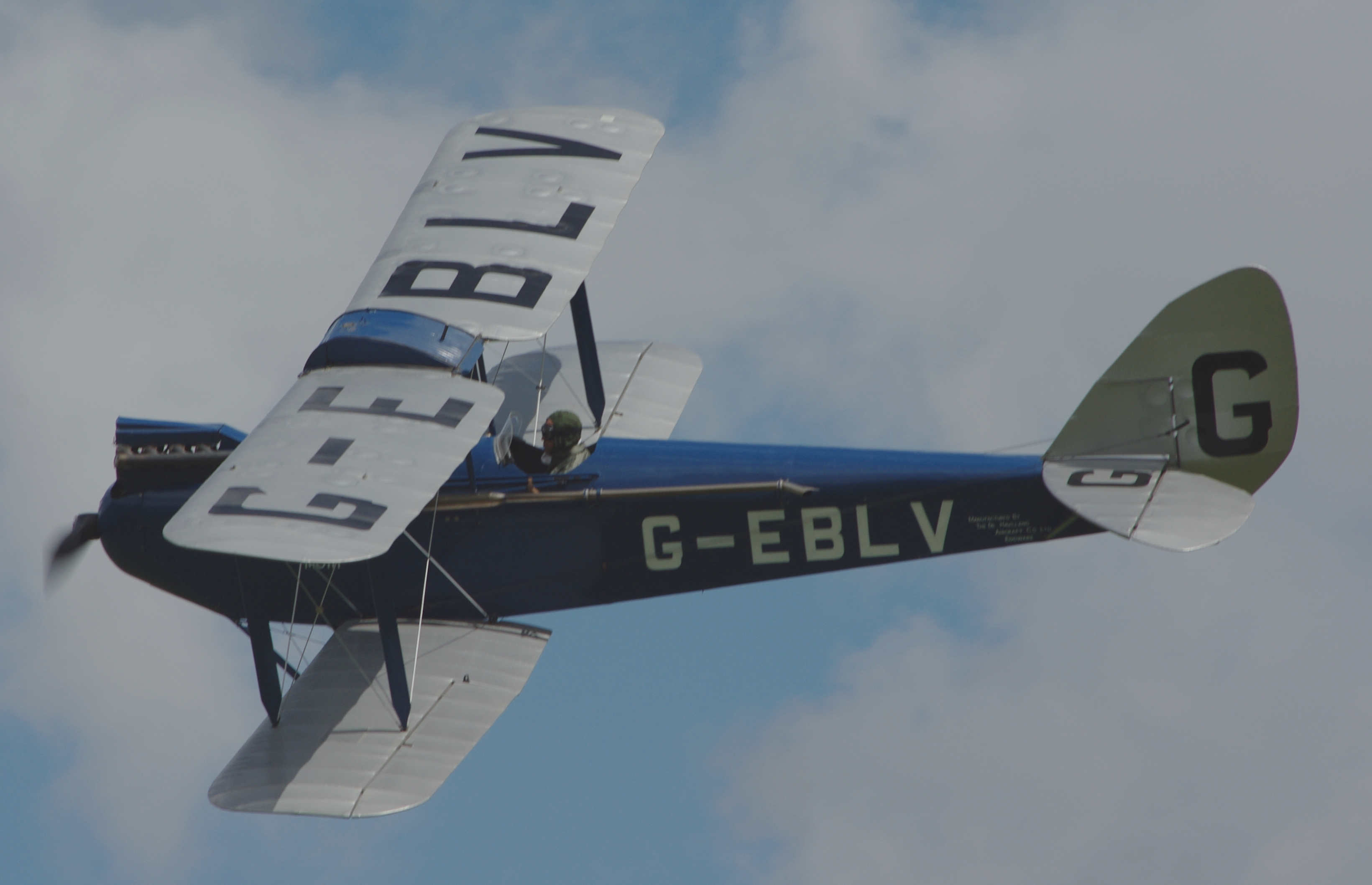
DH.60 シーラス・モス

デ・ハビランド DH.60 モス（英：de Havilland DH.60 Moth）は、イギリスのデ・ハビランド・エアクラフトが製造した複座の複葉機。航空初期の歴史において、個人や民間飛行クラブでも手が届く安価な軽飛行機として大きな成功を収め、世界中で活発に展開された個人飛行の礎を築いた機体である。モスとは蛾を意味する。

## 概要
三座の複葉機DH.51の小型版として設計され、試作機は1925年2月22日にデ・ハビランド・エアクラフト創業者であるジェフリー・デハビランドの手によって初飛行した。イギリス航空省は5つの飛行クラブにモスを装備することを決定し、初飛行から僅か5か月後には最初の機体がランカシャー・エアロ・クラブに引き渡されている。その後もモスは輸出面でも成功を収め、軍用機としても採用されるようになった。また、数多くの記録飛行を打ち立てたことでさらなる人気を獲得していった。さらに、アメリカ、フランス、オーストラリア、フィンランドではライセンス生産が行われた。
機体は上下に食い違いのない複葉主翼を備えており、これは格納や運搬に便利なよう折り畳むことができた。全木製骨組みに合板・羽布張りの機体構造も簡単かつ堅牢だった。また、主脚の代わりにフロートを装備することもできた。初期型はシーラス・エンジンを搭載していたことで間もなくシーラス・モスと呼ばれるようになり、エンジンの違いによってジェネット・モスやジプシー・モスなどと名称が変更されている。また、本機の軍用練習機型であるDH.60Tモス・トレーナーはDH.82タイガー・モスへと発展し、こちらも大きな成功を収めた。他にも、直接の後継機として開発されたDH.80Aプス・モスなど、以降もモスの名を冠した軽飛行機が多数製造されることとなる。

## 各型

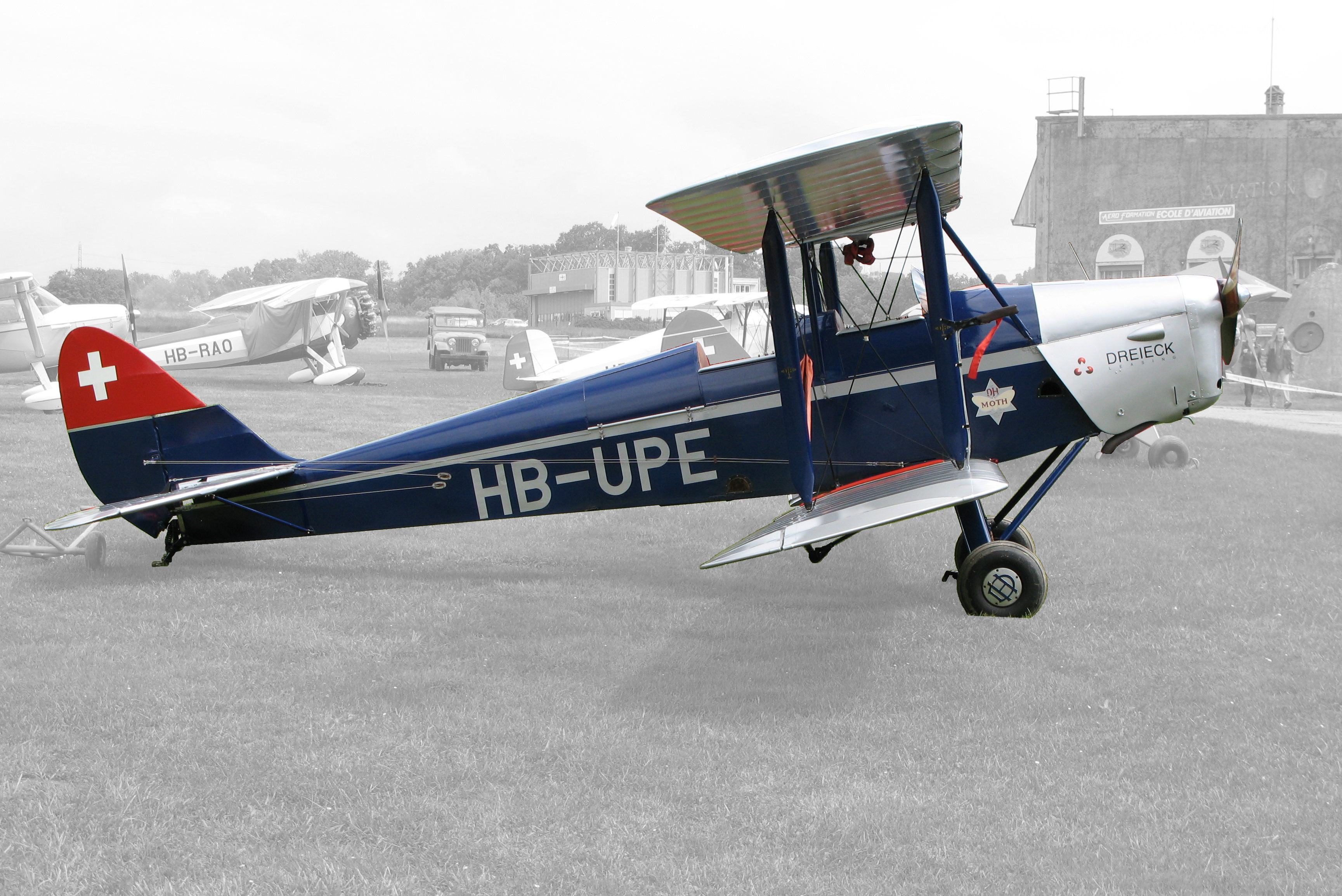
DH.60GIII モス・メジャー

DH.60 シーラス・モス（Cirrus Moth）
初期型。エンジンはADC シーラスI（60馬力）を搭載。日本にも1926年（大正15年）に石川島造船飛行機部によって1機が輸入され、自動スロット翼を取り付けられて陸軍によって試用された。
DH.60 シーラスII・モス（Cirrus II Moth）
エンジンをシーラスII（85馬力）へ変更。また、主翼幅も大きくなった。当初の名称はDH.60X。
DH.60 ジェネット・モス（Genet Moth）
エンジンをアームストロング・シトレー製ジェネット（75馬力）へ変更。少数製造され、イギリス空軍の中央飛行学校で6機が使用された。
DH.60G ジプシー・モス（Gipsy Moth）
重量増加とシーラス・エンジンの部品供給不足に対応するため、エンジンをデ・ハビランドで独自開発したジプシーI（100馬力）へ変更。なお、ジプシー・モスという名称は搭載エンジンに由来するものだが、マイマイガという意味にもなる。
DH.60GIII
エンジンを背面飛行に対応したジプシーIII（120馬力）へ変更。生産58号機以降はエンジンをジプシー・メジャーIII（133馬力）へ変更しモス・メジャー（Moth Major）の愛称が付けられた。
DH.60M メタル・モス（Metal Moth）
鋼管溶接構造の胴体を持つDH.60G。より堅牢なモデルを求める海外からの要望に応えるため開発された。
DH.60T モス・トレーナー（Moth Trainer）
軍用練習機型。基本構造を強化し新主翼を採用、訓練用爆弾などの軽武装が搭載可能になった。エンジンはジプシーII（120馬力）を搭載。主に輸出向けに製造されたが、後にDH.82タイガー・モスへと発展する。

## 著名な記録飛行

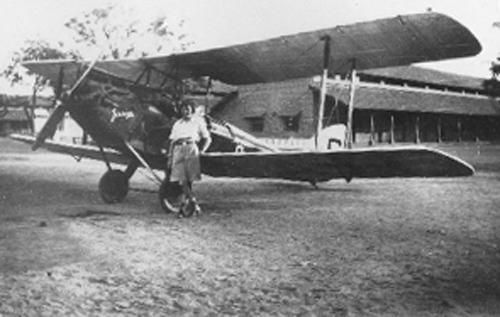
エミー・ジョンソンとジプシー・モス “ジェイソン” 1930年、インドにて

1926年、イギリス人スポーツパイロットのネヴィル・スタックが、初の量産型シーラスIIエンジンを搭載したモスに搭乗してクロイドンからインドへの6か月に渡る横断飛行を達成し、世界的な注目を浴びた。
1927年7月5日、メアリー・ベイリーが搭乗するシーラスII・モスが軽飛行機高度記録5,268mを達成した。また、彼女は翌年にシーラス・モスでクロイドンからケープタウン間の往復飛行も行っている。
1928年7月25日、ジェフリー・デハビランドは自らが所有するジプシー・モスで軽飛行機の最高高度記録となる6,090mを達成した。
1930年5月5日、エミー・ジョンソンはジェイソンという愛称を付けたジプシー・モスに搭乗し、クロイドンからオーストラリアのダーウィン間の横断飛行に挑み、20日間かけてこれを達成した。これは、女性パイロットによる単独飛行として初めての快挙となった。

## 採用国（軍用）
オーストラリア
 オーストリア
 ベルギー
 ベルギー領コンゴ
 イギリス領ビルマ
 ブラジル
 カナダ
 中華民国
 チリ
 キューバ
 デンマーク
 エジプト
 エチオピア帝国
 フィンランド
 ドイツ国
 ギリシャ王国
 ハンガリー
 アイルランド
 イラク
 大日本帝国
 ノルウェー
 ニュージーランド
 パラグアイ
 ポーランド
 ポルトガル
 ルーマニア
 南アフリカ連邦
 スペイン
 スペイン
 スウェーデン
 イギリス
 アメリカ合衆国
 ユーゴスラビア王国

## 諸元(DH.60G)
- 全長：7.29 m
- 全幅：9.14 m
- 全高：2.68 m
- 翼面積：22.57 m2
- 空虚重量：417 kg
- 最大離陸重量：748 kg
- エンジン：デ・ハビランド ジプシーI レシプロエンジン（100馬力） ×1
- 最高速度：164 km/h（海面高度）
- 巡航速度：137 km/h（最適高度）
- 航続距離：515 km
- 実用上昇限度：4,420 m